# St. Elisabeth (Hann. Münden)

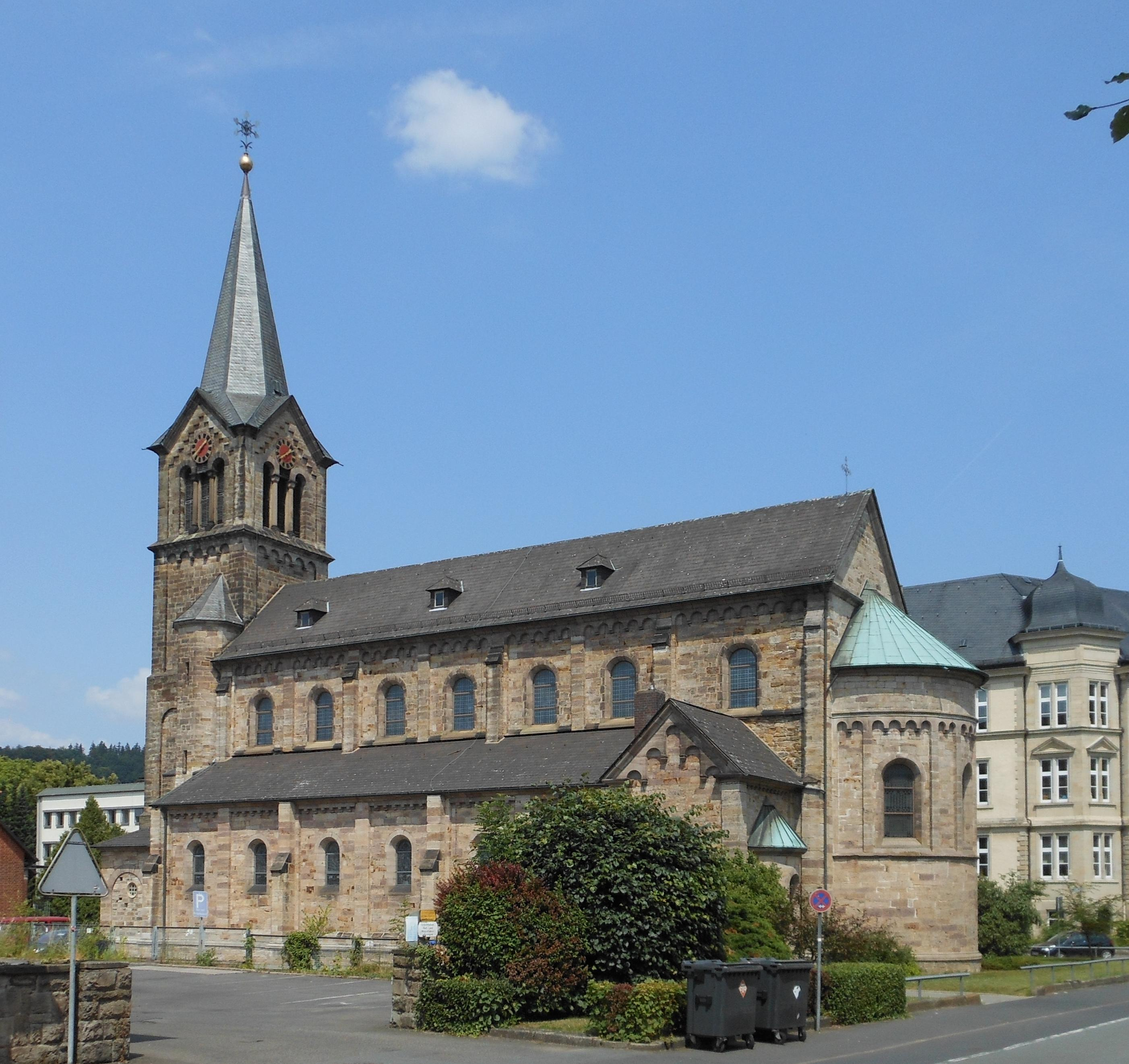
Kath. Pfarrkirche St. Elisabeth

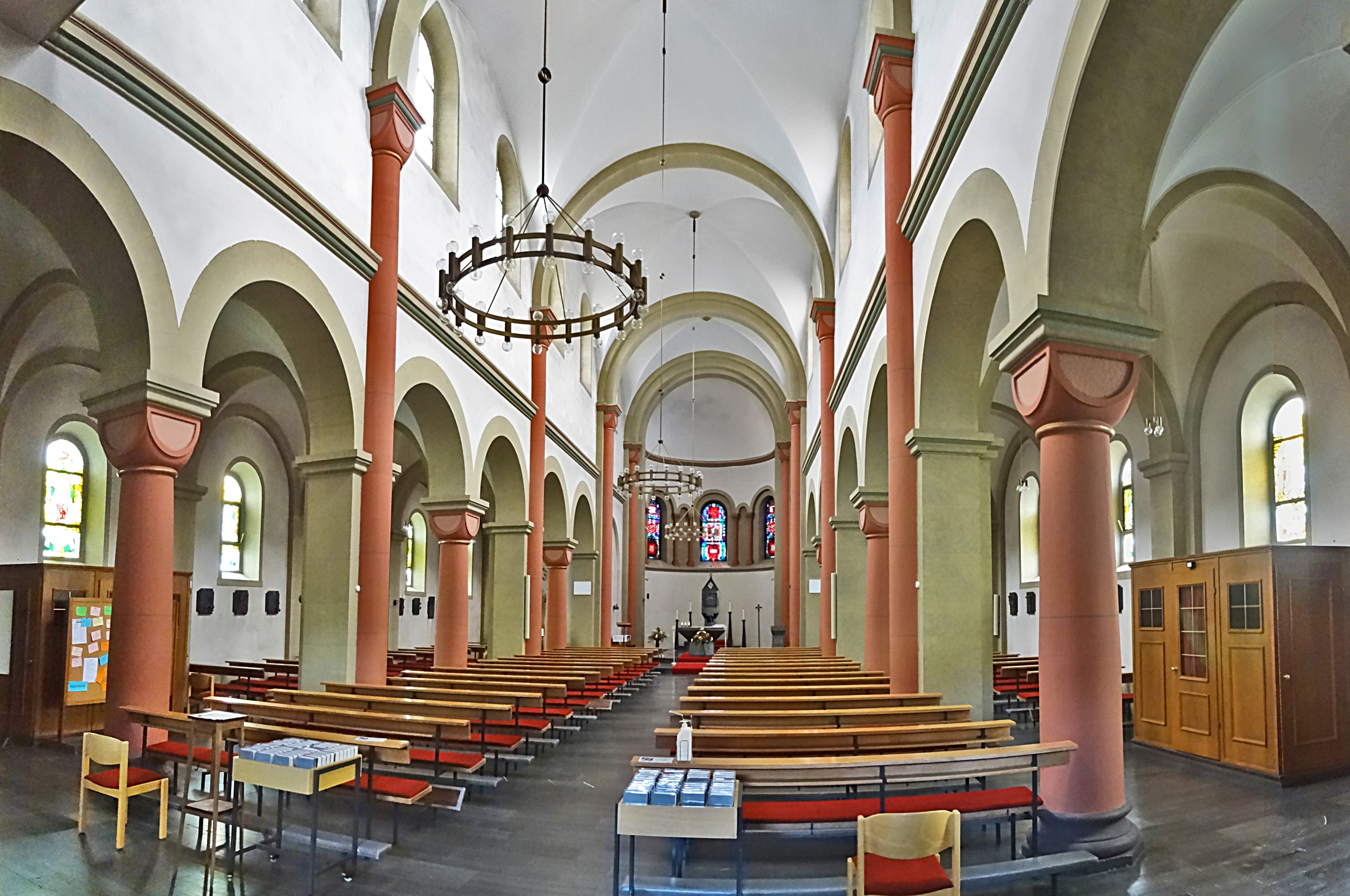
Inneres

St. Elisabeth ist die katholische Pfarrkirche in Hann. Münden im Landkreis Göttingen. Das neuromanische Gotteshaus mit dem Patrozinium der heiligen Elisabeth von Thüringen wurde von 1887 bis 1889 erbaut, ihre Pfarrgemeinde gehört zum Dekanat Göttingen und ist südlichste Pfarrkirche des Bistums Hildesheim.

## Geschichte
Hannoversch Münden mit der mittelalterlichen Stadtpfarrkirche St. Blasius war seit der Einführung der Reformation durch Herzogin Elisabeth und Antonius Corvinus in den 1540er Jahren lutherisch. Erst ab der Wende zum 19. Jahrhundert gab es wieder zugezogene Katholiken in der Stadt, deren Zahl durch die örtliche Garnison, später durch die Ansiedlung von Industriebetrieben wuchs. 1854 wurde eine Missionsgemeinde errichtet, zu der bis 1870 rund 230 Gläubige gehörten. Die heilige Messe wurde in verschiedenen provisorisch hergerichteten Räumen gefeiert.
Das Bevölkerungs- und Gemeindewachstum der Gründerzeit ließ  mit 500 Gemeindemitgliedern um 1880 Pläne für einen Kirchbau reifen. 1883 wurde mit Spendenmitteln ein Grundstück östlich des Grüngürtels der historischen Stadtbefestigung gekauft. 1887 begannen die Bauarbeiten. Entwurf und Bauleitung unterlagen dem Baumeister Johannes Achenbach, der das Baumaterial unter anderem aus Lindau bezog. In der Abrechnung Achenbachs am 14. Dezember 1890 wurden die Baukosten mit 72851 Mark angegeben.
Die Kirchweihe vollzog Bischof Wilhelm Sommerwerck am 26. November 1889. 1890 folgte die Errichtung der Pfarrei, zu der außer der Stadt Hann. Münden mehr als 20 Dörfer des Umlandes gehören.  Im Zweiten Weltkrieg erlitt die Kirche erhebliche Bombenschäden. 1948 wurde von St. Elisabeth aus zum ersten Mal die Fronleichnamsprozession durchgeführt.
Nach dem Zweiten Weltkrieg stieg die Zahl der Gemeindemitglieder durch die Ostvertreibung sprunghaft an. 1946/47 bildete sich in Dransfeld eine zur Pfarrei St. Elisabeth gehörende Pfarrvikarie, deren St.-Marien-Kirche heute zur Pfarrei St. Godehard (Göttingen) gehört. 1967/68 wurde in Landwehrhagen die Filialkirche St. Judas Thaddäus erbaut. Heute (2013) gehören zur Pfarrei St. Elisabeth 3.381 Katholiken.

## Architektur und Ausstattung
Die Elisabethkirche ist eine dreischiffige Basilika aus unregelmäßig behauenem Werkstein in klassischen Proportionen mit Rundapsis im Osten und quadratischem Glockenturm über dem Portal im Westen. Bogenfenster, Bogenfriese und Lisenen gliedern die Wandflächen. An den Turm sind seitlich zwei halbe Treppentürme angefügt, sein Obergeschoss unter der Kegelspitze ist mit Dreifach-Bogenöffnungen und Giebeln gestaltet.
Der Innenraum ist weiß verputzt. Säulen, Bögen, Gesimse und Laibungen sind teils rötlich gefasst, teils steinsichtig. Jedes der drei Langhaus-Joche hat zwei Seiten- und zwei Obergadenfenster sowie zwei säulengetrennte Bogenöffnungen vom Mittel- zum Seitenschiff. Den Pfeilern, die die Joche trennen, sind Halbsäulen vorgelegt, die bis in den Obergaden reichen und sich in den Gurtbögen des Kreuzgratgewölbes fortsetzen.
Die Ausstattung – Altar, Ambo und Tabernakel sowie die ausdrucksstarken Heiligenfenster der Seitenschiffe – stammt größtenteils aus dem späten 20. Jahrhundert.